# Ichthyococcus australis
Ichthyococcus australis és una espècie de peix pertanyent a la família Phosichthyidae.

## Descripció
- Pot arribar a fer 12 cm de llargària màxima.
- És de color marró-groc amb els flancs platejats.
- La base de les aletes i les vores de les escates són de color negre.
- 14-15 radis tous a l'aleta dorsal i 14-17 a l'anal.
- Aleta dorsal adiposa.
- Absència d'aleta adiposa ventral.[5][6]

## Hàbitat
És un peix marí, de clima subtropical, mesopelàgic i pelàgic-oceànic que viu entre 0-500 m de fondària.

## Distribució geogràfica
Es troba a Austràlia i el Brasil, tot i que n'hi ha registres també entre les latituds 30°S i 40°S a l'Atlàntic sud-oriental.

## Observacions
És inofensiu per als humans.